# Mburuvicha Róga

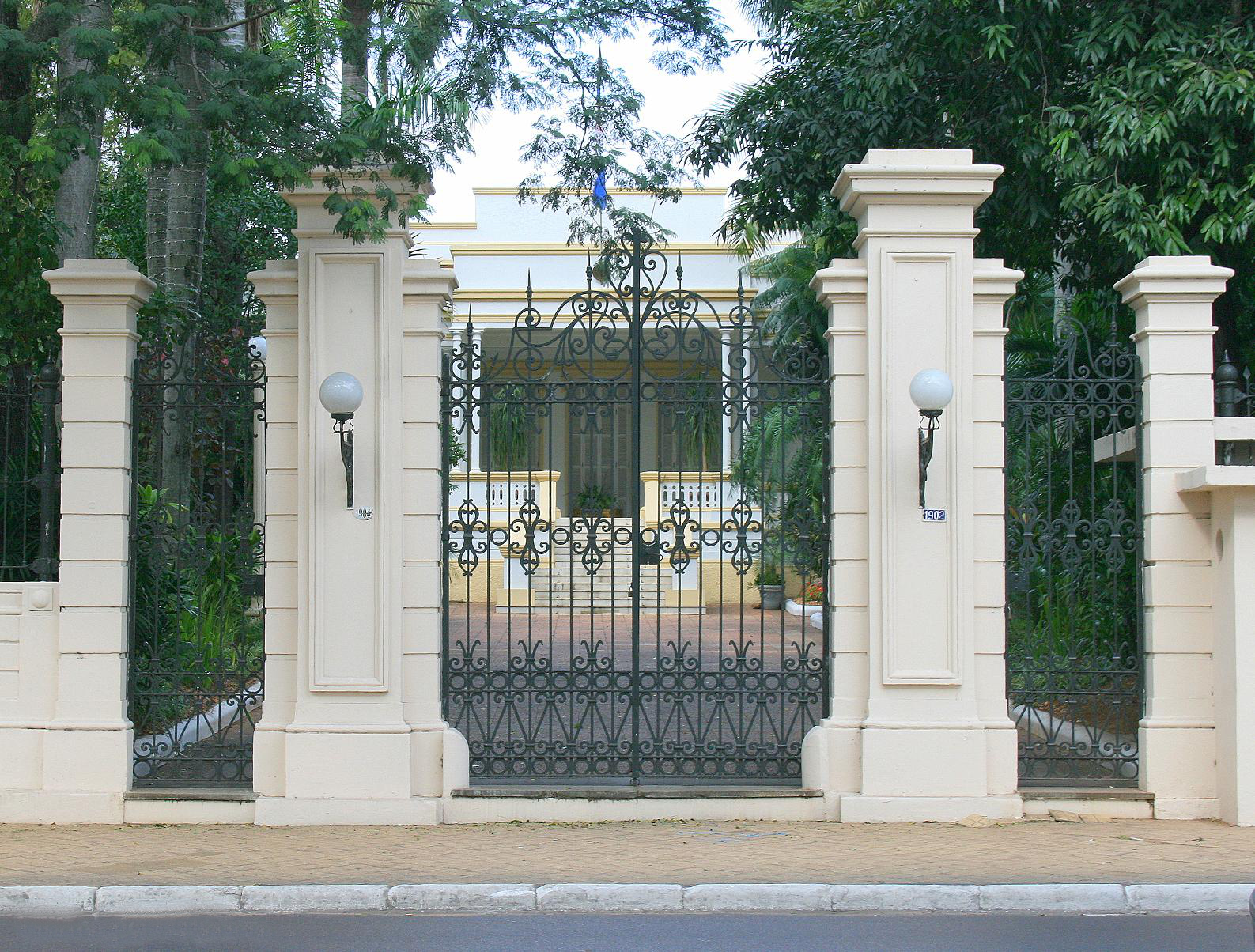
Prédio principal da Mburuvicha Róga.

A Residência Presidencial Mburuvicha Róga (guarani para Casa do Chefe) é a residência oficial do Presidente do Paraguai e sua família, localizada na capital Assunção. Também abriga o escritório da Primeira-dama, sendo seu principal local de trabalho. Em contrapartida, o Presidente tem seu gabinete no Palacio de los López. A propriedade foi adquirida pelo governo em 1942 através de um decreto do então presidente Higinio Morínigo e transformada em sua residência, sendo também atualmente um Monumento nacional.